# Disbiosi
La disbiosi (també anomenada disbacteriosi) es caracteritza per una interrupció del microbioma que resulta en un desequilibri de la microbiota, canvis en la seva composició funcional i activitats metabòliques, o un canvi. en la seva distribució local. Per exemple, una part de la microbiota humana com la flora de la pell, la flora intestinal o la flora vaginal, pot arribar a alterar-se, amb les espècies normalment dominants estiguin subrepresentades i les espècies normalment superades o contingudes hagin augmentant per omplir el buit. Generalment, es parla de disbiosi fen referència al tracte gastrointestinal.
Les colònies microbianes típiques que es troben al cos són benignes o beneficioses. Aquestes colònies microbianes, quan tenen una mida adequada, duen a terme una sèrie de funcions útils i necessàries, com ara ajudar a la digestió. També ajuden a protegir el cos de la infiltració de microbis patògens. Aquestes colònies microbianes beneficioses competeixen entre elles per l'espai i els recursos. No obstant això, quan aquest equilibri es veu alterat, aquestes colònies presenten una capacitat reduïda per controlar el creixement de les altres, la qual cosa pot provocar el creixement excessiu d'una o més de les altres colònies alterades que poden danyar encara més algunes de les altres colònies més petites i beneficioses en un cicle viciós. A mesura que es fan malbé les colònies més beneficioses, fent que el desequilibri sigui més pronunciat, es produeixen més problemes de creixement excessiu perquè les colònies danyades són menys capaces de comprovar el creixement de les que estan en creixement. Si això no es controla a temps, s'establirà un desequilibri generalitzat i crònic de les colònies, que en última instància minimitza la naturalesa beneficiosa d'aquestes colònies en conjunt.

## Causes potencials de la disbiosi
Qualsevol alteració de la microbiota del cos pot provocar disbiosi. La disbiosi a l'intestí es produeix quan els bacteris del tracte gastrointestinal es desequilibren. Hi ha moltes causes per a la disbiosi a l'intestí. Alguns motius inclouen, entre d'altres:
- Canvis en la dieta[7]
- Antibiòtics que afecten la flora intestinal[8][7]
- Estrès psicològic i físic (que debilita el sistema immunitari)[8]
- Consum de productes químics (Exemple: pesticides persistents sobre fruita sense rentar)
- Beure dues o més begudes alcohòliques al dia
- Higiene dental deficient (permet que els bacteris creixin més del compte a la boca)
- Sexe sense protecció (exposició a bacteris nocius)
- Ús de radiació, quimioteràpia, medicaments antivírics, isòtops radioactius i teràpia hormonal[9][10][11]
- Presència d'helmints intestinals (paràsits humans)[12]
- Neteja rectal incontrolada amb enemes[13]
- Procés inflamatori a l'intestí[14]
- Infeccions cròniques i agudes (VIH, hepatitis C i B, herpes, etc.)[15][7]